# Peter Utzschneider
Peter Utzschneider (ur. 6 marca 1946 w Murnau am Staffelsee) – niemiecki bobsleista, wielokrotny medalista olimpijski.
Reprezentował barwy RFN. Startował w parze z Wolfgangiem Zimmererem. Razem brali udział w IO 68, a w pierwszej połowie lat 70. należeli do ścisłej światowej czołówki. W 1972 zostali złotymi medalistami olimpijskimi w dwójkach, w czwórkach byli trzeci. Cztery lata później w czwórkach ponownie zajęli trzecie miejsce. Utzschneider czterokrotnie był mistrzem świata, łącznie na podium tej imprezy stawał dziewięć razy.